# De ontmoeting (hoorspel)
De ontmoeting is een hoorspel van David Halliwell. A Who’s Who of Flapland werd op 22 juni 1967 door de BBC uitgezonden en verscheen in 1971 in A Who’s Who of Flapland, and other Plays (Londen, Faber). Ary van Nierop vertaalde het en de VARA zond het uit op zaterdag 13 april 1968. De regisseur was Ad Löbler. Het hoorspel duurde 47 minuten. Op 25 maart 1970 zond de Westdeutscher Rundfunk het hoorspel uit onder de titel Wer ist wer ist wer?.

## Rolbezetting
- Pieter Lutz
- Hans Veerman

## Inhoud
Een man zit in een café en probeert zich een andere man te herinneren die hem ooit voor 246 pond bedrogen heeft en op wie hij zich weleens zou willen wreken. Plots verschijnt die man - de eerste man meent hem in elk geval toch te herkennen. Wat nu tussen die twee begint, is een steeds meer naar absurditeit afglijdend duel, waarin aangenomen en weer verworpen identiteiten, plaatsnamen en voorvallen als schaakstukken ingezet, onhoudbare hypothesen opgesteld en posities verdedigd of - als het zo past - weer opgegeven worden. Al snel wordt duidelijk, hoe weinig het die twee om samenhangen of de opheldering daarvan gaat. De eerste man heeft de pech - of het geluk -, in de tweede man een tegenstander gevonden te hebben, die na aanvankelijke verrassing niet alleen genoegen beleeft aan het spel, maar zijnerzijds ook van weerwoord weet te dienen...